# Bremeria hymenopogonoides
Bremeria hymenopogonoides är en måreväxtart som först beskrevs av John Gilbert Baker, och fick sitt nu gällande namn av Sylvain G. Razafimandimbison och Grecebio Jonathan D. Alejandro. Bremeria hymenopogonoides ingår i släktet Bremeria och familjen måreväxter.
Artens utbredningsområde är Madagaskar. Inga underarter finns listade i Catalogue of Life.